# Охо-де-Льебре
Охо-де-Льебре (исп. Ojo de Liebre — «заячий глаз», ранее известна как лагуна Скаммонс (Фуэрте)) — прибрежная лагуна, расположенная в мексиканском штате Южная Нижняя Калифорния, примерно посередине между южной конечностью Калифорнийского полуострова и границы США с Мексикой со стороны Тихого океана. Является частью резервата Эль-Вискаино, объекта Всемирного наследия ЮНЕСКО и крупного центра соледобычи.
Охо-де-Льебре является важным местом размножения и зимовки серого кита и обыкновенного тюленя, а также других млекопитающих, включая калифорнийского морского льва, северного морского слона, синего кита. Кроме того, здесь размножаются четыре вида морских черепах, которые находятся под угрозой вымирания, и зимуют водоплавающие птицы
Сочетание объекта Всемирного наследия ЮНЕСКО с крупным промышленным центром иллюстрирует возможность сочетания миров дикой природы и индустриализации. Туризм, некогда служивший причиной ухода китов из лагуны, в настоящее время жёстко контролируется.

## Описание

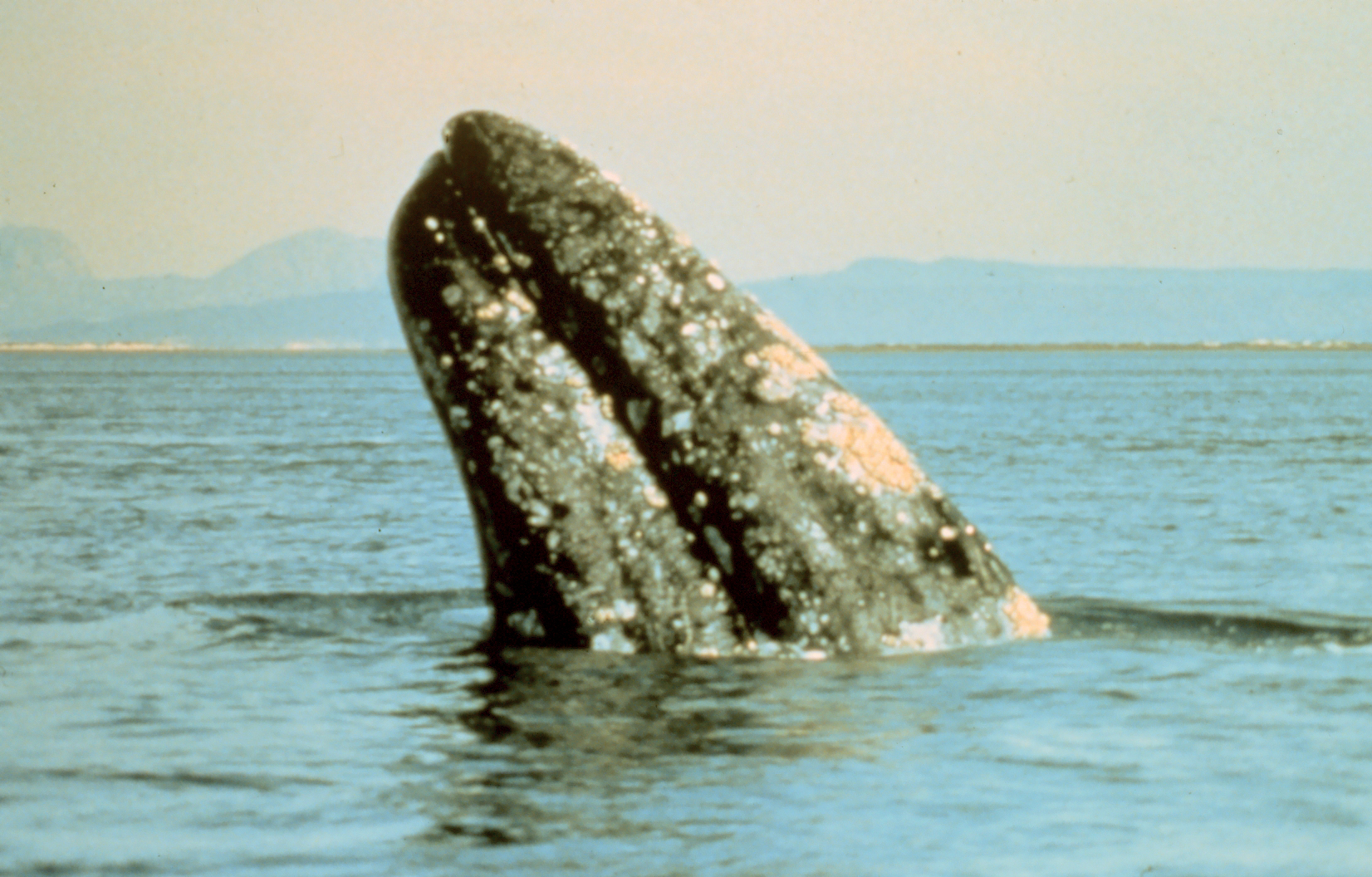
Серый кит (Eschrichtius robustus) в лагуне Охо-де-Льебре

Геологические исследования указывают на то, что лагуна возникла как небольшой пляж на прибрежной равнине полуострова, когда уровень воды в океане находился на 12 м ниже сегодняшней отметки. Приливные процессы привели к формированию залива, а речные наносы постепенно образовали внешний барьер лагуны.
Лагуна Охо-де-Льебре представляет собой крупный солёный водоём размером 48 x 9 км, глубина которого изменяется от 5 до 12 м. Относительно глубокие каналы проходят по лагуне между широкими межприливными зонами. Климат сухой и тёплый. Среднегодовая температура изменяется от 18 °C до 22 °C. Среднегодовое количество осадков варьируется от 0 до 200 мм. Лагуна окружена прибрежными дюнами высотой от 12 до 15 м, на которых произрастают непостоянные растительные сообщества. В восточной части лагуны располагаются испарительные бассейны для добычи соли — несколько соляных равнин, барьеров и каналов (на иллюстрации справа жёлто-зелёного цвета)
По подсчётам специалистов из Автономного университета штата Южная Нижняя Калифорния и министерства охраны окружающей среды и природных ресурсов, в 2004 году лагуна приютила 2011 серых китов (на 42 % больше, чем в 2003), а родилось там 818 китят. Из 30 тыс. этих морских млекопитающих, обитающих в Мировом океане, более 70 % посещают или постоянно обитают в водах Мексики.